# Madness (album)
Pour les articles homonymes, voir Madness (homonymie).
Albums de Madness
The Rise and Fall
(1982) Keep Moving
(1984)
Madness est une compilation de Madness, sorti en 1983 uniquement en Amérique du Nord et au Japon.
Cet opus a d'abord été publié sur le marché nord-américain, à la suite du succès aux États-Unis du single Our House, extrait de l'album The Rise and Fall resté inédit dans ce pays. Il est ensuite sorti au Japon.
Madness comprend six titres extraits de The Rise and Fall, trois de l'album 7, un de One Step Beyond... et deux remixes de singles. Aucun morceau d'Absolutely n'est présent sur la compilation. Dans l'édition japonaise la chanson Rise & Fall a été remplacée par Driving In My Car.
L'album s'est classé 192e au Billboard 200.

## Liste des titres
| 1. | Our House                   | 3:21 |
| 2. | Tomorrow's Just Another Day | 3:12 |
| 3. | It Must Be Love (Remix)     | 3:24 |
| 4. | Primrose Hill               | 3:34 |
| 5. | Shut Up                     | 3:26 |
| 6. | House of Fun                | 2:58 |

| 1. | Night Boat to Cairo (Remix)  | 3:16 |
| 2. | Rise and Fall                | 3:14 |
| 3. | Blue Skinned Beast           | 3:20 |
| 4. | Cardiac Arrest               | 2:58 |
| 5. | Grey Day                     | 3:38 |
| 6. | Madness (Is All In The Mind) | 2:52 |